# ハンガリー革命 (1848年)

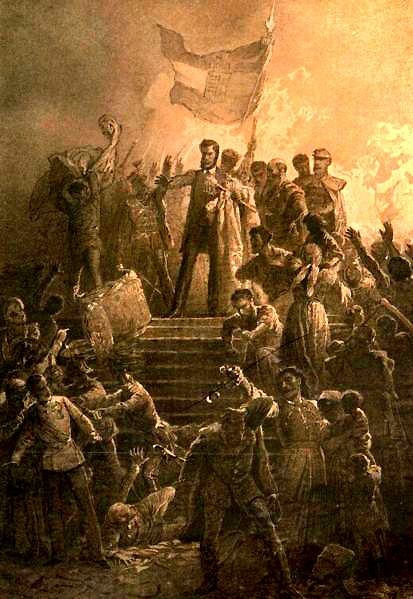
1848年3月15日、群衆の前でネムゼイ・ダルを朗読するペテーフィ・シャーンドル（ジッチー・ミハーイ画）

1848年のハンガリー革命は、1848年革命の一つであり、ハプスブルク朝の下にあるオーストリア帝国からハンガリー王国が独立しようとした革命である。また、コシュート・ラヨシュやセーチェーニ・イシュトヴァーン、ペテーフィ・シャーンドル、ユゼフ・ベム等を含むこの革命の参加者はハンガリーの歴史に於いて国家的な英雄とみなされている。また、この革命が始まった3月15日はハンガリーで国民の祝日となっている。

## 革命の興り
そもそも、ハンガリー国会は1811年まで召集されることがなかった。ナポレオン戦争の後の1825年にフランツ2世がハンガリー貴族に対して税金をかけ財産を減らそうと目論み国会を召集した。この事はヨーゼフ2世に継承され、改革時代（ハンガリー語: reformkor）としても知られた。しかし、貴族は依然として無税特権を保持しており、更に大衆には選挙権を与えなかった。この時期の改革は、公用語が今までのラテン語からハンガリー語に変更された程度にとどまっていた。
ハンガリーの有力政治家セーチェーニ・イシュトヴァーン伯爵は国家を日進月歩させる必要性を考えた。そして、ハンガリー国会は1825年に経済的要求の解決のために再び召集された。小作人を重視する自由党が国会では台頭し、この時コシュート・ラヨシュは著名なジャーナリストであったが、下院の首長として台頭した。
コシュートの大望はハンガリーを現代的な民主主義で、憲法による言論の自由及び市民の平等が保障されている国家にすることであった。ハプスブルク朝の支配下にあることによってこの公民権改革及び経済改革が困難になっていたが、人々は彼の近代化指針を支持した。そして、コシュートやターンチチ・ミハーイのような多くの改革者は投獄された。

## 勃発
革命自体は1848年3月15日に始まった。
大衆は十二か条の要求の帝政による受け入れを目的として、ペシュトとブダをデモ行進した。それを契機にハンガリー王国中で反乱が起き、その圧力により王国政府も動き、ハンガリーはバッチャーニ・ラヨシュを首相とした新しい国会を作ることを国王の名をもって宣言した。新政府は旧体制を一掃して認められ、民主的政治機構に基づいて作られた四月法にも言及した。それと同時に、新政府はハンガリー国内で徴税された金銭の使用権をハプスブルク家からハンガリー自身に取り返す必要性が生じ、国会はハプスブルク軍と対峙を余儀なくされた。

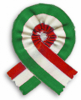
1848年にハンガリーが使用した円形章

同年夏、ハンガリー王国政府重役は市民戦争を俯瞰して、ハプスブルク朝に抵抗するクロアチア及びダルマチアの伯爵であるヨシップ・イェラチッチを攻めることによって、ハプスブルク朝の支援を受けようとした。そして、北イタリアに軍隊を派遣した。8月末、ウィーンの帝政府はペシュトにあるハンガリー政府に対し、軍隊の撤退を要求した。イェラチッチは当時ハンガリー国内に侵入しており、予想と異なっていた。そして、イェラチッチはオーストリア帝国の統治が及ばない間にハンガリー政府を潰滅させた。
ハンガリーは三方面、南のイェラチッチの三位一体王国軍と東のバナト及びトランシルヴァニアに居住するハンガリー人、そして西のオーストリアのハンガリーに悩まされた。
ペシュトでの運動は可能性があるように見えた。9月には国会はペシュトの暴動を譲歩させ、帝国を崩壊させないようにした。しかし、反革命軍が介入してきた。彼ら、ボヘミア王国軍及びクロアチア軍はその後多くの地域での勝利を経て、翌1849年1月5日にペシュトに突入し、暴動は鎮圧された。
オーストリアはこの時、ウィーン暴動に襲われていた。このため、初めはハンガリー政府が成立した。オーストリアは他の地域を鎮圧し、ウィーンの大衆を従えた。結果、1848年3月13日、クレメンス・フォン・メッテルニヒはオーストリアの大法官の任を解かれ、彼は保身のためにロンドンへ逃れた。
ウィーンでオーストリアへの暴動が収束した後、オーストリア皇帝のフランツ・ヨーゼフ1世を叔父のフェルディナント1世に交代させようとする秘密結社が設立された。フランツ・ヨーゼフ1世はその治世でハンガリー政府を承認しなかった。しまいにはウィーンとペシュトの間でオーストリア陸軍元帥フランツ・フィリップ・フォン・ランベルクが全ハンガリー軍及びイェラチッチ軍を掌握した。彼はハンガリーへ向かい、邪知暴虐な殺人を働いた。そして、帝政はハンガリー政府の取潰しを決定し、明文化はされていないものの、イェラチッチはランベルクの下でハンガリー王国の王権及び最高司令官の地位を賦与された。
ここにオーストリアとハンガリーの間で開戦がなされた。

## 独立戦争
1848年及び翌1849年、マジャール人は独立を欲していたが、ハンガリー及びトランシルヴァニアの1/3の領域でしか多数派になっていなかった。そしてマジャール人は彼らの伝統的な領域に束縛されていた。その領域の北はナジソムバト（現在のスロバキアトルナヴァ）、ニトラ、プレショフに至っていたが、そこには200万人のスロバキア人が住み、加えてごく少数のルテニア人が住んでいるのみであった。
南にはクロアート人とスロヴェーン人がドナウ川、サヴァ川、ドラーヴァ川を境に住んでおり、さらに東に進むと100万人を超えるセルビア人の居住地区があった。これらのスラヴ系民族の領域はワラキア人やトランシルヴァニア・ザクセン人と関連している。しばしばこれらの民族の違いは戦争を引き起こした。
クロアート人やセルビア人、ルーマニア人が巧みに操られているオーストリア帝国では、いつかマジャール人が服従するとセルビア人を始めとした他民族が翻ることを想定していた。これらの民族の中には、首長が独立を獲得するためにハンガリー政府に対して戦闘を持ちかけようとした者もあった。これはマジャール人と多くのルーマニア人との間に多くの残虐な事件を引き起こした。
しかし、マジャール人はスロバキア人、ドイツ人、ルシン人、ハンガリー・スロベニア人、ユダヤ人及び多くのポーランド人、オーストリア人、イタリア人支援者の支援を受けていた。
1849年7月28日、ハンガリー革命議会は民族及び少数派に関する権利に関する法律を制定した。しかし、これらはロシア帝国軍及びオーストリア軍の介入によるハンガリー革命の制圧によって無効化された。
オーストリアはこの時、分割戦略を過剰にやり過ぎて制圧したために、予期せぬ結果を生じさせた。当初、積極的な反マジャール人主義者でなかったスロバキア人も、ハプスブルク朝に反してハンガリー政府を支援する側に寝返らせた。しかし、オーストリアの二重支配は1849年に別の側面ももたらした。

### セルビア
ティサ川からトランシルヴァニアに及ぶ境界線の東側には、かつてバナトと呼ばれたハンガリーの一部が、南端をドナウ川として存在していた。その南端にはベオグラードが現在のセルビアの一部にあたるスレム地域近郊に位置している。長らくドナウ川はオスマン帝国とハンガリーの境界線としてみなされていた。しかし、1804年にセルビア王国が分離独立するとベオグラードを首都とした。そのため、1849年にドナウ川流域はハンガリー王国からセルビア王国に割譲された。ハンガリーの領域であったドナウ川北側の領域はヴォイヴォディナと呼ばれており、100万人以上のセルビア人の居住地であった。ヴォイヴォディナは長らく国家ないしそれに相当するものとしての自主独立状態にあり、ドナウ川の対岸に位置するセルビアと合併することとなった。また、この革命以前にはオーストリアはヴォイヴォディナに自主独立状態の保持を約束していた。
最終的には、ヨシフ・ラヤシックが1849年2月にヴォイヴォディナの首長になることで決着を見た。ラヤシックはセルビアの独立の支援者であり、オーストリア＝ハンガリー帝国以前の体制の信奉者であった。そして、このハンガリー政府に対する戦争で重大な転換点を迎えた。1849年3月末、オーストリアはより多くのセルビア人兵士を要求しており、その代償として当時のオーストリア帝国陸軍元帥ゲオルグ・ルクフィナ・バロン・フォン・ヴィドヴグラードは公式にヴォイヴォディナの独立の確約に言及し、セルビアの首長に従うことを認めた。この要求の是認はヴォイヴォディナに対する厳しい軍事要求を緩和するものであった。国境付近においては、16歳から60歳までの男性は誰でも軍隊に徴兵されえた。
ヴォイヴォディナのセルビア人は、オーストリア軍の徴兵に対する要求が当初は緩和されると予期していた。しかし、新しい皇帝フランツ・ヨーゼフ1世は他の案を思いつき、この約束は2週間足らずで反故にされた。このことはヴォイヴォディナの人々のオーストリアからの分裂を引き起こし、少なくともこの地域のセルビア人はハンガリー側に寝返った。
セルビア人の中には、ヴォイヴォディナの独立の促進のためにオーストリア帝国とセルビア王国の機嫌取りをした者もいた。大セルビア思想の信者は、ヴォイヴォディナは遅かれ早かれセルビアに併合されるだろうと信じていた。彼らは既に人口の37.1%がセルビア人であるボスニアや同じく37.9%がセルビア人であるヘルツェゴヴィナ、大部分がセルビア人であるモンテネグロの併合も考えていた。しかし、中にはセルビア人が1%しかいないアルバニア北部の併合も考えている者もいた、彼らは海への連絡手段を欲していたのである。
三方面との戦争に直面していたハンガリー政府は敵の侵入により押し潰された。しかし革命初期の政策が奏功し、また南方のセルビア人の連合はオーストリアの背信によって崩れ去った。
セルビアの右翼活動家の中には、ハンガリーの改革は土地所有者にオーストリア時代より多くの特権を与えるおそれがあると思っている者もいた。

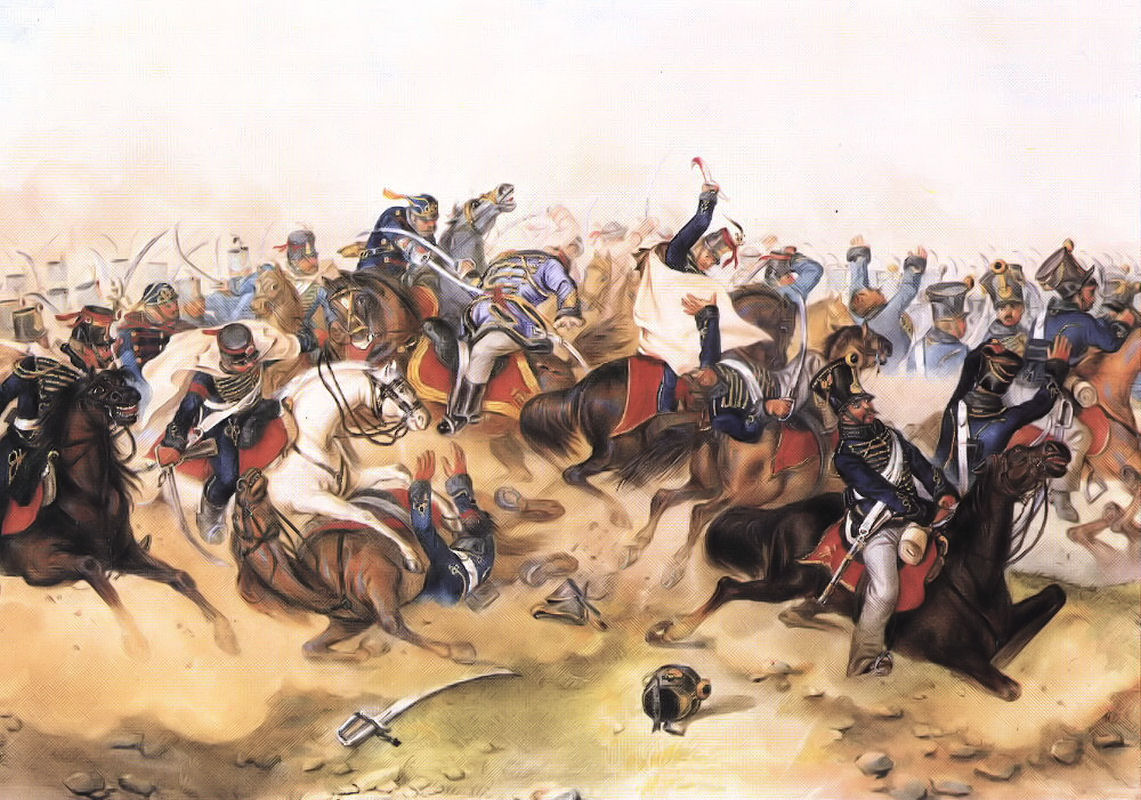
タン・モール画、1849年4月4日、ターピオービッケでの戦い

戦争の初め、ハンガリー軍はオーストリア帝国に対し、多くの戦いで勝利していた。例えば、1848年11月のパーコズドの戦いや翌1849年4月のイシャセグの戦いである。また、この時同時にハンガリー独立宣言をハプスブルク朝に対し公表している。同じ月、ジェルジ・アルツールがハンガリー最高司令官の任を与えられた。

### ロシア
革命の成功により、フランツ・ヨーゼフ1世は「ヨーロッパの騎兵」たるニコライ1世に1849年3月、支援を求めた。8000人の騎士で構成されたロシア帝国軍は4月7日にトランシルヴァニアに侵入した。しかし、彼らはトランシルヴァニアとワラキアの境界たる南カルパティア山脈を通過したために、ポーランド人将軍のユゼフ・ベム率いるハンガリー軍に遭遇した。
ベムは1830年から翌1831年にかけてのポーランド反乱に参加しており、さらに1848年のウィーン暴動にも関わっており、そしてハンガリー軍の大将として1848年から翌1849年まで君臨した。彼はロシア軍と出会った時、勝利し、ヘルマンスタッド（現ルーマニアシビウ）及びトランシルヴァニアのクロンスタッド（現ブラショフ）に行き、ワラキアに侵入した。ロシア軍は2000の騎兵のみがワラキアまで退却し、残りの6000は殺されたないし捕虜にされた。トランシルヴァニアの回復の後、ベムは彼の3万から4万に及ぶ軍勢をバナト北部でのテメスヴァールの戦い（現ルーマニアティミショアラ）に向けた。

### オーストリア
その間に、オーストリアはドナウ川をウィーンから下り、コモロン（現ハンガリーコマーロム及びスロバキアコマールノ）からハンガリーに侵入した。オーストリアはそのままドナウ川沿いにハンガリー王国の首都ペシュトまで侵攻した。いくつかの激しい戦闘の後、アルフレート1世・ツー・ヴィンディシュ＝グレーツ率いるオーストリア軍はペシュトを包囲、そして瞬く間に占領した。
1849年4月、ドナウ川を横断してきたオーストリア軍の退却をコマーロムの戦いで成功させ、彼らをウィーンへ押し返し、ハンガリー政府は西部戦線での成功に湧きたった。
したがって、ハンガリー政府は当初は東側のトランシルヴァニアでのロシア軍戦及び西側でのオーストリア軍戦ともに成功した。しかし、三つ目の方向たる南側、バナトではジェラシック率いるセルビアクロアチア連合軍が存在した。ペルッゼル・モールは当初バナトでの戦いで成功していた。他方、ラヴァル・ヌゲント・フォン・ウェストメアスはオーストリアの補給部隊長であったが、セルビア人が全員オーストリア側であった時は別の方向から攻撃する大将とみなされていた。
1848年10月に起こったウィーン暴動では、暴徒が砦に攻撃した。再びウィーンが帝政の管理下に戻った時にはヴェンディシュ＝グレーツ大将は70000の兵をハンガリーに送った。12月末、ハンガリー政府はペシュトを明け渡した。しかしこの軍隊は、翌1849年3月から5月にかけて多くの勝利を収め、多くの地を回復した。4月、ルドヴィグ・フォン・ヴァルデンが新しいハンガリーの最高指揮官になった。オーストリア軍を破壊する事なしに、ハンガリー軍は止まり、ブダを包囲した。6月、ロシア・オーストリア連合軍はハンガリーに侵入し、ハンガリー軍を武装解除した。こうしてハンガリー革命は失敗に終わり、コシュートは10月11日付で辞任し、ジェルジのみが国家を守れると思っていた。翌々日の13日、ジェルジはヴィラーゴス放棄書（現ルーマニアシリア）に署名した
。
しかし1849年5月、ニコライ1世はハンガリーで同様のことが今後も起きることを信じていた。彼とフランツ・ヨーゼフ1世は軍隊をガラシアでの抑圧に積極的に参加したアントン・ヴォグルの下に集めさせた。ヴォグルはこの段階に於いてもガラシアでの再発防止に努めた。フランツ・ヨーゼフ1世は3万のロシア騎兵を東カルパティア山脈にポーランドから移動させた。結局、オーストリアはガラシアをヴォグルの指揮から解放することに努めた。

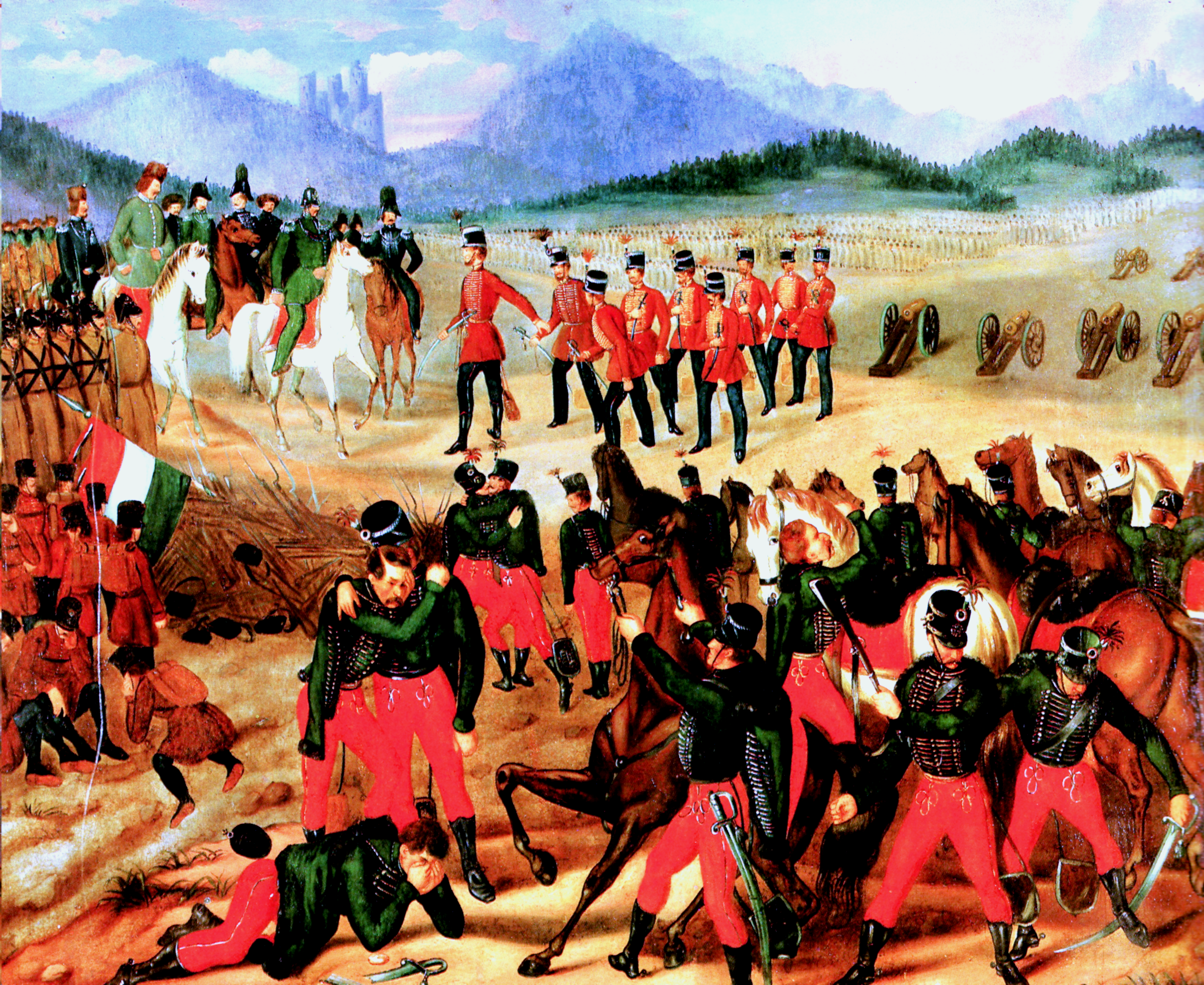
ヴィラーゴス放棄書、1849年

## 結果
オーストリア軍大将ユリウス・ヤコブ・フォン・ハイナウは、対ハンガリーの全権大使を担った。彼は十三人殉職をアラドで行い、同日、首相であったバッチャーニもペシュトで処刑された。
革命後の1849年、国中は受身の抵抗であった。1851年、アルブレヒト・フォン・エスターライヒ＝テシェンは摂政となり、1860年までの在位中、ドイツ化を推し進めた。
革命後、コシュートは罪人になった。アメリカ合衆国では彼は温かく受け入れられ、ダニエル・ウェブスターのようになった。しかしその後20年、オーストリアとアメリカ合衆国との対立は起こった。アイオワ州に現在でも残るコスース郡はコシュートに由来する。彼はオスマン帝国のコンスタンティノープルやトリノへも旅行した。コシュートは、自らの犯した最大の間違いはハンガリーの少数派に立ち向かったことだとした。彼は多民族自由主義国家をドナウ川の畔に作ろうとしたが、この地域での民族ごとに過熱していく敵意によってその夢は潰えた。
コシュートの多くの獄仲間は、彼の姉妹の子供も含めてアメリカへ向かった。これらのフォーティーエイターズは南北戦争で南軍についた。ジョージ・リヒテンステインはコシュートの私設秘書をやっていてケーニヒスベルクに革命時に逃げたが、後にエディンバラへと移り、音楽家になった。
ヴィラーゴス放棄書の後、この革命はロシアでは帝政主義者、共産主義者ともに知るところとなった。1940年にソビエト連邦が虐殺をした時も、ラーコシ・マーチャーシュによって利用された。